# 韋伯縣
韦伯縣（英語：Weber County）是位於美国犹他州北部的一個縣，面積8,552平方公里。根據2020年美國人口普查數字，共有人口26萬2,223人。縣治奧格登（Ogden）。該縣成立於1852年3月3日，縣名紀念1820年代當地一位毛皮商John Henry Weber（1779-1859）。